# پاسخ به گرسنگی
پاسخ به گرسنگی در حیوانات دسته ای از تغییرات بیوشیمیایی و فیزیولوژیکی است که باعث کاهش متابولیسم برای پاسخگویی به کمبود غذا است.
اصطلاحات معادل یا نزدیک با این اصطلاح شامل پاسخ به قحطی، حالت گرسنگی، حالت گرسنگی، مقاومت در برابر گرسنگی، تحمل گرسنگی، گرسنگی اقتباس، گرمازدایی تطبیقی، سازگاری با چربی و سازگاری متابولیک می‌باشد.
گرسنگی هنگام وجود عفونت به خاطر این است که مواد غذایی توسط سیستم دفاعی بدن محدود می‌شود و از طرف دیگر باکتری‌های در حال افزایش آن را مصرف می‌کنند. یکی از مهمترین دلایل تحمل ناشی از گرسنگی در داخل بدن رشد زیست لایه است که در بسیاری از عفونتهای مزمن رخ می‌دهد. گرسنگی در زیست لایه‌ها به دلیل مصرف مواد مغذی توسط سلول‌های واقع در حاشیه خوشه‌های زیست لایه و کاهش انتشار بسترها از طریق زیست لایه است. باکتری‌های زیست لایه تحمل شدید تقریباً به کلیه کلاس‌های آنتی‌بیوتیکی نشان می‌دهد، و تهیه بسترهای محدود کننده می‌تواند به بازیابی حساسیت کمک کند.

## در انسانها
به طور معمول بدن با سوزاندن ذخایر چربی، استفاده از ماهیچه‌ها و سایر بافت‌ها به کمبود انرژی دریافتی پاسخ می‌دهد. به طور خاص، بدن بعد از پایان هضم محتویات دستگاه گوارش به همراه ذخایر گلیکوژن ذخیره شده در سلولهای کبدی و پس از از بین رفتن میزان قابل توجهی پروتئین، چربی را می‌سوزاند. بدن پس از مدتی طولانی گرسنگی، از پروتئین‌های موجود در بافت عضله، به عنوان منبع سوخت استفاده می‌کند.

### جامع
نیاز به انرژی در بدن بر اساس میزان سوخت‌وساز پایه و میزان تحرک فیزیکی بدن تعیین می‌شود. این نیاز به کالری با دریافت پروتئین، چربی، کربوهیدرات یا مخلوطی از اینها رفع می‌شود. سوخت متابولیکی بدن گلوکز می‌باشد و توسط هر نوع سلولی قال به سوخت و ساز شدن می‌باشد. فروکتوز و برخی دیگر از مواد مغذی تنها در کبد سوخت و ساز می‌شوند و در کبد یا تبدیل به گلوکز شده و به شکل گلیکوژن در کبد و ماهیچه‌ها ذخیره شده، یا تبدیل به اسیدهای چرب شده و در بافت چربی ذخیره می‌شود.

#### جدول زمانی
پس از پایان ذخیره گلیکوژن، و برای ۲ تا ۳ روز بعد، اسیدهای چرب سوخت متابولیکی اصلی خواهند بود. در ابتدا، مغز به استفاده گلوکز ادامه می‌دهد زیرا اگر بافتی به غیر از بافت مغزی، از اسیدهای چرب به عنوان سوخت متابولیکی استفاده کند، استفاده از گلوکز قطع می‌شود؛ بنابراین زمانی که اسیدهای چرب برای انرژی شکسته می‌شود، تمامی گلوکز باقی مانده برای مصرف مغز باقی می‌ماند.
پس از ۲ یا ۳ روز روزه یا گرسنگی، کبد شروع به سنتز اجسام کتونی که از شکستن اسیدهای چرب ایجاد می‌شود، می‌کند. مغز با وجود احتیاج به گلوکز این اجسام کتونی را به عنوان سوخت مصرف می‌نماید. پس از ۳ روز روزه یا گرسنگی، مغز ۳۰ درصد از انرژی خود را از اجسام کتونی گرفته و بعد از ۴ روز این میزات تا ۷۵ درصد می‌رسد.

#### بیوشیمی
در طی گرسنگی، کمتر از نیمی از انرژی استفاده شده توسط مغز از سوخت و ساز گلوکز تأمین می‌شود. به این علت که مغز انسان می‌تواند از اجسام کتونی به عنوان منبع سوخت اصلی استفاده کند، بدن احتیاجی به شکستن ماهیچه‌های اسکلتی در مقادیر بالا نداشته و به همین دلیل عملکرد ذهنی و شناختی و حرکتی تا هفته‌ها حفظ می‌شود. این پاسخ در تکامل انسان‌ها در یافتن غذا و گرسنگی بلندمدت، از اهمیت ویژه ای برخوردار بوده‌است.